# وا إسلاماه (فلم)
وا إسلاماه (بالإنجليزية: Oh Islam) وأطلق عليه اسم La Spada dell'Islam باللغة الإيطالية  فيلم تاريخي وإنتاج مشترك بين مصر وإيطاليا. استند إلى رواية واإسلاماه للمؤلف علي أحمد باكثير.
تقاسم الإنتاج والإخراج «إنريكو بومبا» وأندرو مارتون وساعد في الإخراج شادي عبد السلام. وقد قام بدور أقطاي الممثل الإيطالي «فولكو لوللي» (بالإيطالية: Folco Lulli) وقامت بدور شجر الدر الممثلة الإيطالية سيلفانا بامبانيني (بالإيطالية: Silvana Pampanini) وذلك للنسخة العالمية للفيلم.

## قصة الفيلم
يهرب جلال الدين بن خوارزم شاه ابنته جهاد وابن أخته محمود مع الشيخ سلامة بعد هزيمته أمام التتار ولكن سلامة قام مضطراً بعد أن وضع علامة في كلا الطفلين ببيعهما في سوق العبيد وبيعا هناك ودارات الأيام حتى صار قطز (محمود) مملوكاً عند الأمير عز الدين أيبك وجلنار (جهاد) راقصة عند الملكة شجرة الدر وتعرف قطز على بيبرس وهو من مماليك الأمير فارس الدين أقطاي وبدأ أيبك وأقطاي محاولاتهما للزواج من شجرة الدر للحصول على العرش فتتزوج من أيبك وتقتل أقطاي خشية انقلابه عليها وتقتل فيما بعد أيبك لأنه كان يريد العرش الأمر الذي جعل أرملة أيبك تحاول قتل شجرة الدر وبعد شجار مميت بينهما قتلتا معاً ثم وصل رسل التتار وعرش مصر خالٍ من السلطان فيتقدم قطز للعرش ويوافقه الشعب كله غير أنه تردد في دخول المعركة خوفاً على الشعب فتمكن الشيخ العز بن عبد السلام والشيخ سلامة وزوجته جلنار من إقناعه بضرورة خوض المعركة فيقرر قيادة جيش المسلمين مع بيبرس ويخوضها ضد التتار وينتصر عليهم في عين جالوت.

## الممثلون

### البطولة
- أحمد مظهر في دور محمود - سيف الدين قطز.
- لبنى عبد العزيز في دور جهاد - جلنار.
- فريد شوقي في دور بلطاي.
- رشدي أباظة في دور ركن الدين الظاهر بيبرس.
- عماد حمدي في دور عز الدين أيبك.
- محمود المليجي في دور فارس الدين أقطاي.
- تحية كاريوكا في دور الملكة شجرة الدر.

### شارك في التمثيل
- حسين رياض في دور الشيخ سلامة.
- عباس فارس في دور الشيخ العز بن عبد السلام.
- زوزو حمدي الحكيم في دور إنجي وصيفة الملكة.
- نعيمة وصفي في دور زوجة عز الدين أيبك الأولى.
- محمد صبيح في دور كتبغا.
- محمد حسين في دور محمود - قطز صغيرًا.
- نوسو حسين في دور جهاد - جلنار صغيرة.
- نظيم شعراوي في دور جلال الدين بن خوارزم شاه.
- حسين إسماعيل في دور بائع العبيد.
- عادل عطية في دور القائد الصليبي.

## فريق العمل
- قصة : علي أحمد باكثير
- سيناريو : روبرت أندروز
- حوار: يوسف السباعي
- ساعد في الإخراج: حسن إبراهيم - هنري باترو - صالح فوزي - فكري رمزي
- إدارة الأنتاج: أديب جابر - صديق عبد العزيز - فاروق نجيب - إدوارد نجيب - حلمي عبد الله
- الأكسسوار: نجيب خوري - حبيب خوري
- منفذ المناظر: عثمان حسين
- تصميم الملابس: شادي عبد السلام
- الرقصات: فرقة رضا

## روابط خارجية
- مقالات تستعمل روابط فنية بلا صلة مع ويكي بيانات